# Нириця
Нириця (словац. Nýrica) — річка в Словаччині; права притока Грону довжиною 16.4 км. Протікає в окрузі Левіце.
Витікає в масиві Подунайські пагорби на висоті 158 метрів. Протікає територією сіл Малаш; Нировце і Погронски Русков.
Впадає у Грон на висоті 125 метрів.